# 青柳藩
青柳藩（あおやぎはん）は、上野国邑楽郡青柳（現在の群馬県館林市青柳町付近）を所領として、江戸時代初期に短期間存在した藩。1614年に近藤秀用が大名に列したが、1619年に旧領である遠江国井伊谷に移され（井伊谷藩）、廃藩となった。

## 歴史

### 前史
近藤秀用は、「井伊谷三人衆」の一人・近藤康用の子である。徳川家康の遠江進攻以後、秀用は父と共に徳川家に従い、三方ヶ原の戦い・長篠の戦い・高天神城の戦いなどに従軍して武功があった。天正12年（1584年）以後は井伊直政に附属され、長久手の戦いや第一次上田合戦・小田原合戦・九戸政実攻めを戦って武功を重ねた。しかしその後、秀用は徳川家直属（御麾下の士）となることを願い出て井伊直政のもとを去り、父とは別に徳川家に出仕していた長男の近藤季用（後述）のもとに寓居した。
慶長7年（1602年）、秀用は召し出されて徳川秀忠に仕えた。この際、上野国邑楽郡青柳で5000石を与えられるとともに、鉄炮足軽50人を預けられた。慶長10年（1605年）の秀忠上洛の際には槍奉行を務めて供奉した。

### 立藩
慶長19年（1614年）、近藤秀用は相模国内において新たに1万石の知行地を与えられた。従来の上野青柳5000石と合わせて知行地は1万5000石となった。これにより諸侯に列し、青柳藩が立藩したと見なされる。この加増は、小田原城番任命とともに行われており、秀用は小田原城三の丸に居住した。
秀用は両度の大坂の陣に従軍した。この際、他家に仕えていた二男の用可を、徳川家の直臣とするよう願い出て認められ、用可は父と共に武功を挙げた。
元和元年（1615年）、秀用は用可に5000石を分与した。これにより、青柳藩は1万石となった。また、秀用が預かっていた鉄炮足軽50人は用可の附属となった。また、大坂の陣後に秀用は小田原城番を免じられた。

### 井伊谷への移封とその後
長男の近藤季用は、天正19年（1591年）より徳川家康の家臣となり、父とは別に俸禄を得ている。関ヶ原の合戦では御徒頭を務め、戦後に旧領である遠江井伊谷で3050石を与えられた。季用は慶長17年（1612年）に没し、その嫡子・近藤貞用が跡を継いだが、元和5年（1619年）に徳川頼宣が紀州藩に入封するに際して貞用が附属されることとなった。貞用への知行は新たに与えられることとされ、従来の知行地である井伊谷は収公されることとなったが、井伊谷が近藤家の旧領であることが考慮され、秀用の領地が相模国・上野国内から遠江国内5郡（引佐郡・敷知郡・豊田郡・麁玉郡・長上郡）に移された。これにより青柳藩は廃藩になった。秀用は井伊谷に居所を定め、井伊谷藩1万石が成立した。
なお、貞用は元和6年（1620年）に旗本として呼び戻されているが、この際に秀用は貞用に3140石を分知したため、大名としての近藤家の「井伊谷藩」は短命に終わった。しかし近藤家は「五近藤」と呼ばれる5つの旗本家に分かれ、幕末まで井伊谷周辺の領主として存続することになる。

## 歴代藩主
近藤家
1万5000石→1万石。譜代。
1. 秀用（ひでもち）

## 領地

### 青柳
青柳は室町時代に文献に現れる地名で、戦国期には「青柳郷」と呼ばれるようになる。文明19年（1487年）に聖護院門跡の道興准后が武蔵国から奥州に向かった際、利根川から青柳・館林・ちづか（群馬県館林市千塚町）を通過して佐野（栃木県佐野市付近）に至っており（『廻国雑記』）、青柳を通る道筋が中世の重要な交通路として利用されていたことが知られる（この道筋は近世の日光脇往還に相当する）。
戦国期には、赤井氏が青柳城を拠点として周辺に勢力を広げた。分福茶釜の説話で知られる茂林寺は、応仁2年（1468年）に青柳城主赤井照光が開基となり現在地に建立されたと伝承される。青柳城跡の南東には「仲ノ町」という小字名があり、これは赤井氏在城時代の城下町とされる。青柳城の廃城時期ははっきりしないが、一説に天文22年（1553年）、一説に弘治2年（1556年）に赤井氏は大袋城（館林市花山町）へ移ったという（上野赤井氏・赤井照景参照）。
近藤氏が青柳の領主だった期間が短かかったためか、青柳において近藤氏に関する伝承は特に伝えられておらず、大正期に編纂された『群馬県邑楽郡誌』（当時、青柳は六郷村の一部）にも近藤氏に関する記載はない。
青柳町の近傍には近藤町（近世の近藤村）という地名がある。『角川日本地名大辞典』では、近藤村がかつて青柳藩領であったことを記す。『日本歴史地名大系 群馬県の地名』では、この村には元和5年（1619年）まで青柳藩近藤氏の陣屋が置かれていたとしており、この陣屋は18世紀には館林藩水方役人が使用していたという。なお、付近には近藤沼という沼（館林市下三林町。沼そのものは中世にあったという）があるが、『角川日本地名大辞典』『日本歴史地名大系 群馬県の地名』には名の由来についてはとくに記されていない。
『角川日本地名大辞典』では、居所や藩領が不明であることから「青柳藩」という呼称の妥当性に疑問を呈している。